# Communauté de communes du Pays de Corlay
La communauté de communes du Pays de Corlay est une ancienne communauté de communes française, située dans le département des Côtes-d'Armor, en région Bretagne.

## Composition
Elle était composée des cinq communes suivantes :
1. Corlay
2. Le Haut-Corlay
3. Plussulien
4. Saint-Martin-des-Prés
5. Saint-Mayeux

## Historique
La Communauté de communes du Pays de Corlay est créée le 20 décembre 1995 et est alors composée de cinq communes.
Possédant moins de 5 000 habitants, l'intercommunalité disparaît lorsque l'ensemble de ses communes intègre le 1er janvier 2014 la Communauté intercommunale pour le développement de la région et des agglomérations de Loudéac